# Yuen Chau Tsai
Yuen Chau Tsai (kinesiska: 元洲仔) är en ö i Hongkong (Kina). Den ligger i den norra delen av Hongkong.